# Орловский сельсовет (Тамбовская область)
Орловский сельсовет — сельское поселение в Тамбовском районе Тамбовской области Российской Федерации.
Административный центр — деревня Орловка.

## История
Статус и границы сельского поселения установлены Законом Тамбовской области от 17 сентября 2004 года № 232-З «Об установлении границ и определении места нахождения представительных органов муниципальных образований в Тамбовской области».

## Население
| 2010  | 2012  | 2013  | 2014  | 2015  | 2016  | 2017  |
| ----- | ----- | ----- | ----- | ----- | ----- | ----- |
| 1661  | ↗1703 | ↘1652 | ↗1967 | ↘1643 | ↗1646 | ↘1624 |
| 2018  | 2019  | 2020  | 2021  |       |       |       |
| ↘1616 | ↘1573 | ↘1549 | ↗1796 |       |       |       |

## Состав сельского поселения
| № | Населённый пункт | Тип населённого пункта          | Население |
| - | ---------------- | ------------------------------- | --------- |
| 1 | Белевитино       | деревня                         | 9         |
| 2 | Колобово         | деревня                         | 0         |
| 3 | Никоноровка      | деревня                         | 26        |
| 4 | Новая Жизнь      | посёлок                         | ↗566      |
| 5 | Новое Юматово    | посёлок                         | 1         |
| 6 | Орловка          | деревня, административный центр | ↗924      |
| 7 | Эксталь          | село                            | ↘135      |

### Упразднённые населённые пункты
Русский — упразднённый в 1985 году посёлок.